# Travis Banton
Travis Banton (Waco, 18 de agosto de 1894 - Los Angeles, 2 de fevereiro de 1958), foi um figurinista e estilista norte-americano. É considerado um dos grandes figurinistas de cinema na década de 30.

## Biografia
Travis Banton se formou em artes e design de moda pela Universidade Columbia. Sua carreira começa como estagiário da estilista Madame Francis que costurava modelos para alta sociedade. Mas foi o vestido criado por ele e selecionado pela atriz Mary Pickford para o casamento de Douglas Fairbanks, que lhe trouxe fama e notoriedade.
Em Nova York, abriu seu próprio ateliê de alta costura, na época foi convidado para criar o figurino de Ziegfeld Follies, um famoso musical da Broadway. Em 1924, se mudou para Hollywood, onde começou a trabalhar para os estúdios Paramount Pictures, Travis Banton logo assumiu o cargo de figurinista-chefe da companhia durante a década de 30 do século passado. Edith Head trabalhou como aprendiz e assinante de Banton por oito anos.
Depois disso, abriu seu próprio negócio criando figurinos de forma terceirizada para os estúdios da 20th Century Fox e Universal.

## Projetos de design notáveis
- Clara Bow em  O não Sei que das Mulheres e Asas, 1927
- Kay Francis em Ladrão de Alcova, 1932
- Mae West em Santa Não Sou, 1933 e Uma Dama do Outro Mundo, 1934
- Claudette Colbert em Cleopatra, 1934
- Loretta Young em As Cruzadas, 1935
- Marlene Dietrich em O expresso de Xangai, 1932, A Imperatriz Vermelha, 1934 e Mulher Satânica, 1935
- Carole Lombard em Irene, a Teimosa, 1936 e Nada é Sagrado, 1937
- Alice Faye em A Bela Lillian Russel e A Vida é uma Canção, 1940
- Carmen Miranda  em Serenata Tropical, 1940, e Uma Noite no Rio, 1941
- Linda Darnell e Rita Hayworth em Sangue e Areia, 1941
- Betty Grable em Sob o Luar de Miami, 1941
- Rita Hayworth em Modelos, 1944
- Joan Bennett  em Almas Perversas, 1945
- Merle Oberon em À Noite Sonhamos, 1945
- Lucille Ball em Volta meu amor, 1946
- Joan Fontaine  em Carta de uma Desconhecida, 1948
- Linda Darnell em A marca do Zorro, 1940

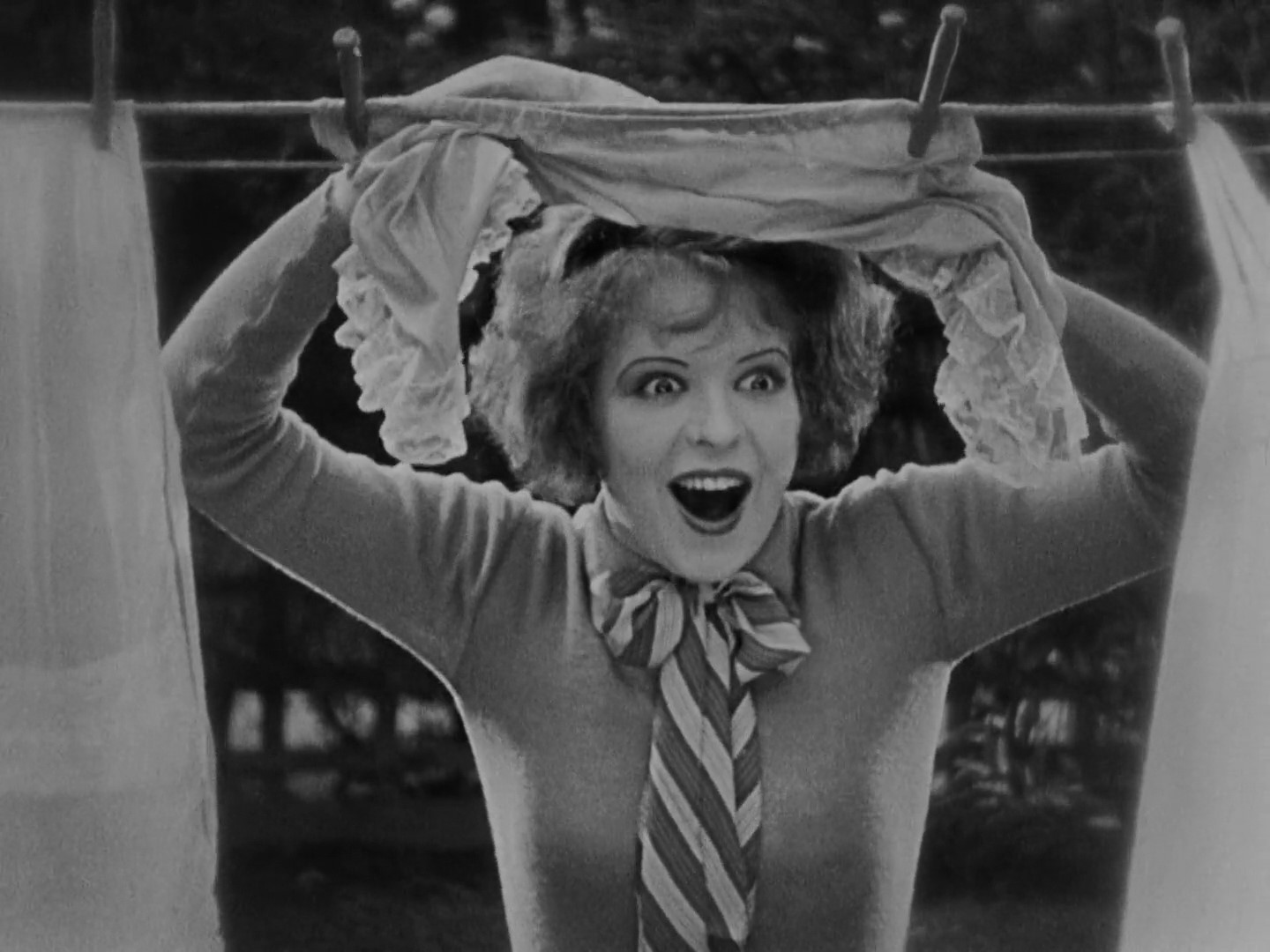
Clara Bow em Asas.
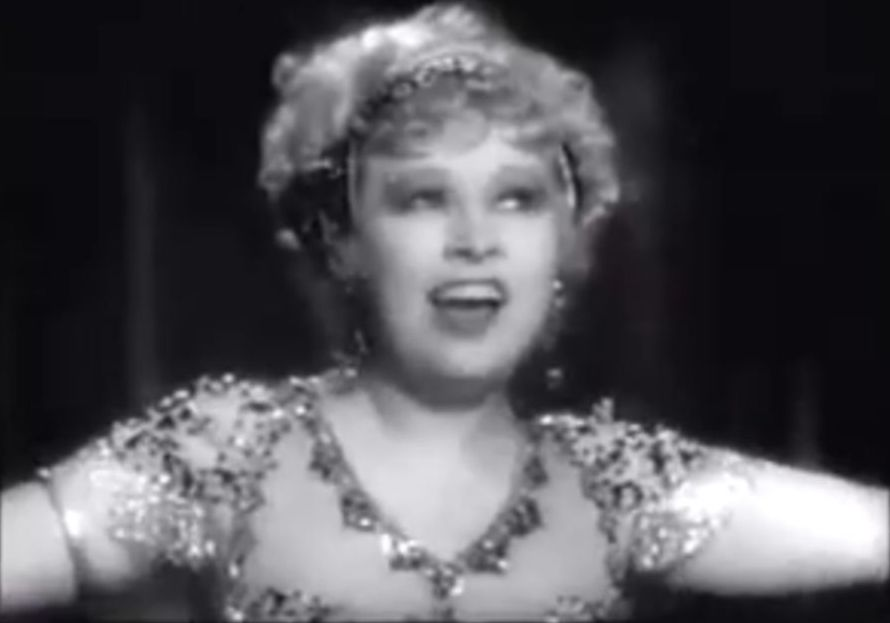
Mae West em Santa Não Sou.
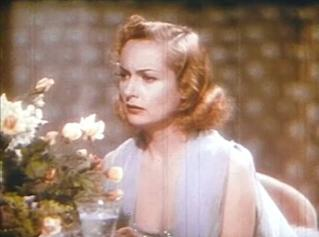
Carole Lombard em Nada é Sagrado.
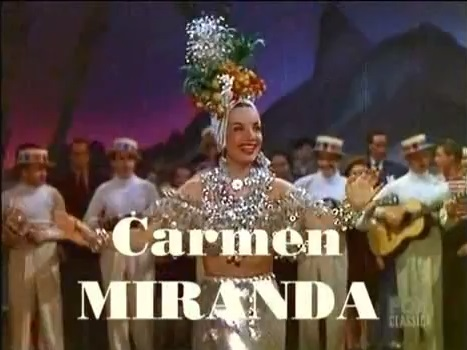
Carmen Miranda em Uma Noite no Rio.
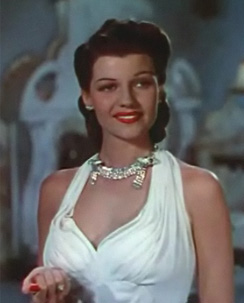
Rita Hayworth em Sangue e Areia.